# الهنود في عمان
يبلغ عدد الهنود في عمان عدد كبير ويبلغ حوالي 70 في المئة منهم من محافظة كيرلا في الهند. يتكلمون ملايلام وهي اللغة الرسمية في كيرلا بالإضافة إلى الهندية والإنجليزية والعربية.

## التعليم
لديهم عدة مدارس للتعليم الابتدائي والثانوي منها:
- المدرسة الهندية - دارسيت
- المدرسة الهندية - الغبرة
- المدرسة الهندية - الوادي الكبير
- المدرسة الهندية - مسقط
- المدرسة الهندية - صحار
- المدرسة الهندية - السيب
- المدرسة الهندية - نزوى
- المدرسة الهندية - عبري
- المدرسة الهندية - إبراء